# ネモトシャクナゲ
ネモトシャクナゲ（根本石楠花、学名：Rhododendron brachycarpum f. nemotoanum ）はツツジ科ツツジ属シャクナゲ亜属の常緑低木。ハクサンシャクナゲ （白山石楠花）を分類上の基本種とする八重咲きの品種。別名、ヤエハクサンシャクナゲ（八重白山石楠花）。自生地は国の天然記念物に指定され、福島県の県花にもなっている。

## 特徴
ハクサンシャクナゲの八重咲き品種。シャクナゲ亜属は合弁の一重花冠があり、10個の雄蕊と1個の雌蕊をもつ。ネモトシャクナゲは、この雄蕊の花糸が花弁化して互いにつながって花冠状になったもの。花弁化の程度はいろいろあり、花糸に翼状の縁がついている状態で、両隣の花糸の翼とつながっていない未完成状態のものから、三重花冠まで知られている。

## 発見と命名
1903年（明治36年）、福島師範学校で教諭の根本莞爾の副手をしていた中原源治が、吾妻山の大根森でハクサンシャクナゲの二重花冠種を発見した。その標本は根本を通じて牧野富太郎に送られ、1909年（明治42年）に牧野によって、学名： Rhododendron brachycarpum D.Don var. nemotoanum Makino (1909) 、和名：ネモトシャクナゲと命名、発表された。変種名 var. nemotoanum および和名ネモトシャクナゲは、根本莞爾への献名である。この中原によって採集されたものが基準標本となっている。

## 天然記念物指定
発見者の中原源治は、天然記念物調査のため福島に来た三好学を現地に案内した。1923年（大正12年）3月7日、自生地である吾妻山系の一切経山山腹の北東側、賽の河原付近約8haが「吾妻山ヤエハクサンシャクナゲ自生地」として国の天然記念物に指定された。また、1955年（昭和30年）2月4日には、安達太良山系の鉄山および箕輪山の山腹である、福島市土湯温泉町、二本松市、猪苗代町に所在する国有林が「安達太良山ヤエハクサンシャクナゲ自生地」として福島県の天然記念物に指定された。

## 分布と生育環境
基本種のハクサンシャクナゲは、北海道、本州（中北部）、四国、朝鮮半島北部に分布し、亜高山の林内に生育しており、火山をとりまく低木林の植物としてふつうに見られる。これに対し、八重咲き品種のネモトシャクナゲは極めて少ないため、まれにしか見ることができない。吾妻山、安達太良山以外では、岩手山、鳥海山、男体山で確認されている。

## ギャラリー
- 10個の雄蕊が花冠化している。
- 雄蕊の花弁化が不完全なもの。
- 基本種のハクサンシャクナゲ